# La Nuit vénitienne
La Nuit Vénitienne ou les noces de Laurette est une pièce en prose d'Alfred de Musset. Elle fut jouée au Théâtre de l'Odéon en 1830.

## Personnages
- Le Prince d'Eysenach
- Le Marquis della Ronda
- Razetta
- Le secrétaire intime Grimm
- Laurette
- Mme Balbi

## Résumé

### Scène I
Une nuit, à Venise, Razetta sous le balcon de Laurette discute avec elle. Ils s'aiment, mais elle doit se marier avec le Prince d'Eysenach. Razetta en colère menace de le tuer, il s'invite avec un masque à la noce.

### Scène II
Le Marquis, père de Laurette, et Grimm, le secrétaire du Prince, discutent de la noce. Le Prince va arriver. Razetta entre, masqué, déterminé à se venger. Il écrit un mot. Le secrétaire raconte au Marquis comment le prince est tombé amoureux de Laurette. Razetta donne son mot à Laurette qui pâlit à sa lecture. Le Prince arrive. Laurette, seule, relit le billet: si elle n'arrive pas à s'échapper elle peut tuer le prince avec un stylet qu'il a caché sous le clavecin. Si à onze heures, elle n'est pas en bas, il menace de se tuer. Le Prince essaie de séduire Laurette. Il lui ôte son stylet et déchire le billet. Laurette n'essaie ni de fuir, ni de le tuer, elle semble l'aimer. Onze heures sonnent.

### Scène III
Razetta veut se tuer mais des amis l'emmènent souper joyeusement.